# الوكاكدة (بوكدرة)
الوكاكدة هي إحدى مشيخات المملكة المغربية، تتبع جغرافيا لإقليم آسفي وإداريًا لبوكدرة. يقدر عدد سكانها بـ 2951 نسمة حسب الإحصاء الرسمي للسكان والسكنى لسنة 2004.